# Dris
Dris (en griego, Δρῦς) es el nombre de una antigua ciudad griega de Tracia.
Harpocración recoge un pasaje de Teopompo según el cual Dris había sido fundada por Ifícrates. Demóstenes también cita la ciudad de Dris en relación con Ifícrates pero no menciona a este último como fundador sino como residente, después de haber residido en Anfisa.
En el Periplo de Pseudo-Escílax se menciona a Dris y a Zona como ciudades vecinas de Maronea, Dicea y Abdera pero situadas en el interior.
La ciudad debió pertenecer a la liga de Delos puesto que aparece en un decreto ateniense del año 422/1 a. C.
Según cuenta Polieno, el ejército espartano comandado por Iscolao fue sitiado por el ejército del ateniense Cabrias en la ciudad de Dris. Cuando los atenienses acercaron los arietes para tratar de derribar el muro de la ciudad, la estratagema de Iscolao consistió en adelantarse a este y derribar él mismo parte del muro para que sus soldados combatieran con más arrojo por no tener la protección del muro y además para mostrar a los atenienses su desprecio ante las máquinas de asedio. Los atenienses, asustados ante el derribo voluntario de los muros, no se atrevieron a atacar la ciudad.
Se discute el lugar donde debió estar localizada e incluso algunos autores han sugerido que podría identificarse con Ortagúrea o con Mesembria.